# Géologie de la région de Bryce Canyon

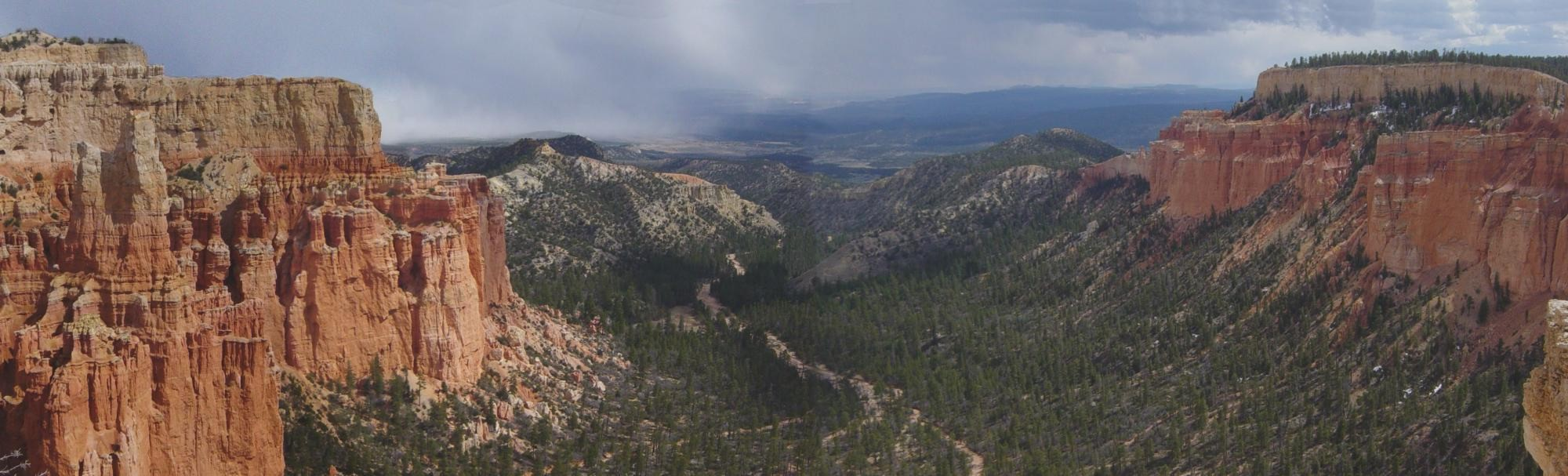
Vue de la rivière Paria à l'est du parc national de Bryce Canyon.

La géologie de la région de Bryce Canyon dans l'État américain de l'Utah est marquée par le dépôt de sédiments de la fin du Crétacé et au début du Cénozoïque. Ce sont ces dépôts qui ont créé les paysages actuels visibles dans le parc national de Bryce Canyon. L'érosion de ces dépôts a créé au fil des années des hoodoos et d'autres merveilles géologiques.
À cette époque, la région aujourd'hui en général aride était recouverte par une sorte de mer intérieure reliée au golfe du Mexique. Au fond de cette mer se sont accumulés du sable et de l'argile en provenance de cours d'eau mais aussi du calcaire en provenance des organismes peuplant cette mer. Ce mélange de sédiments offre aujourd'hui toute une palette de roches colorées dans le parc. La formation géologique principale dans le parc national se nomme formation de Claron.
D'autres formations géologiques se sont également constituées durant cette période, mais celles-ci ont pour la plupart été érodées totalement et ne sont plus visibles actuellement. L'érosion a débuté au moment de l'orogénèse du Laramide qui a vu la création plus à l'est des montagnes Rocheuses. Ce soulèvement de la croûte terrestre, causée par le mouvement des plaques tectoniques et débuté il y a environ 70 millions d'années, a séparé la zone de l'océan tout en élevant les plateaux de la région à des altitudes proches de 3 000 mètres.
Les formations géologiques du parc appartiennent au Grand Staircase. Les plus vieilles formations sont visibles dans le Grand Canyon, les moyennement âgées sont visibles dans le parc national de Zion et les plus récentes dans Bryce Canyon. Le parc est situé sur un haut plateau dénommé plateau de Paunsaugunt.

## Grand Escalier

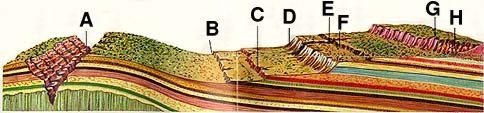
Grand Canyon (A), Chocolate Cliffs (B), Vermilion Cliffs (C), White Cliffs (D), Zion Canyon (E), Gray Cliffs (F), Pink Cliffs (G), Bryce Canyon (H)

Les roches de Bryce Canyon sont 100 millions d'années plus jeunes que celles visibles dans le parc national de Zion et encore plus récentes que celles visibles dans le Grand Canyon. Durant chaque période, différentes couches de sédiments se sont superposées, les plus anciennes se trouvant sous les plus récentes. Cette superposition de formations géologiques est dénommée Grand Staircase (littéralement « Grand Escalier ». Les géologues, en étudiant ces couches de roches, peuvent retracer près de 2 milliards d'années de dépôts. La formation de Bryce Canyon est la plus récente toujours visible vu que celles situées au-dessus ont été érodées depuis longtemps. On peut donc considérer que les roches du parc de Bryce Canyon constituent la dernière page visible de l'histoire géologique de la région.

## Crétacé

### Avancée de la mer

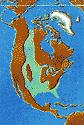
Amérique du Nord au Crétacé, une mer s'étire du golfe du Mexique à l'océan Arctique.

Au Crétacé, une mer peu profonde recouvrait une partie de l'Amérique du Nord entre le golfe du Mexique jusqu'au sud de l'Utah et même jusque l'océan Arctique à l'extrême nord. Cette mer est dénommée Cretaceous Seaway ou Western Interior Seaway. Cette mer divisait en deux l'Amérique du Nord. À l'est se trouvait l'ancienne chaîne de montagnes des Appalaches et à l'ouest les Montagnes Sevier formées par l'Orogénèse Sevier,. Au fil du temps, le niveau de la mer varia et la zone fut tantôt sous les flots et tantôt émergée. Les couches de la région sont ainsi une succession de couches de dépôts marins et de dépôts de poussières non marines. L'arrivée de la mer dans la région est marquée par la présence d'un mélange d'argiles, de sables riches en fossiles d'animaux marins. Cette couche est dénommée « grès du Dakota ». Elle est la plus ancienne (et la plus profonde) dans le parc de Bryce Canyon tandis qu'elle est la plus jeune dans le parc national voisin de Zion. Cette couche, présente surtout dans le Dakota du Nord et le Dakota du Sud, est riche en bois pétrifié, en fossiles d'huîtres et en charbon. Ces sables, vestiges d'anciens lagons et d'anciennes plages, sont visibles dans la vallée de la rivière Paria à l'est de Bryce Canyon. L'argile, déposé au sommet de la couche géologique du Dakota et visible dans le parc, est d'une couleur gris foncé à noir. Il s'agit probablement de la formation géologique la plus riche en fossiles de la région.

### Retraite de la mer
Alors que la mer commençait à se retirer vers le sud-est, une nouvelle couche de sédiments fut déposée. Ces dépôts ont donné naissance à la formation de Straight Cliffs. Cette formation sableuse est de couleur jaune-gris et peut contenir des dents fossilisées de requins. Par la suite, une fois la mer retirée, les seuls sédiments déposés furent ceux apportés par les cours d'eau. Cette couche porte le nom de formation de Wahweap. Cette formation contient des fossiles d'animaux vertébrés dont des dinosaures et en particulier des hadrosaures.

## Dépôts continentaux

### Plaines inondables et érosion

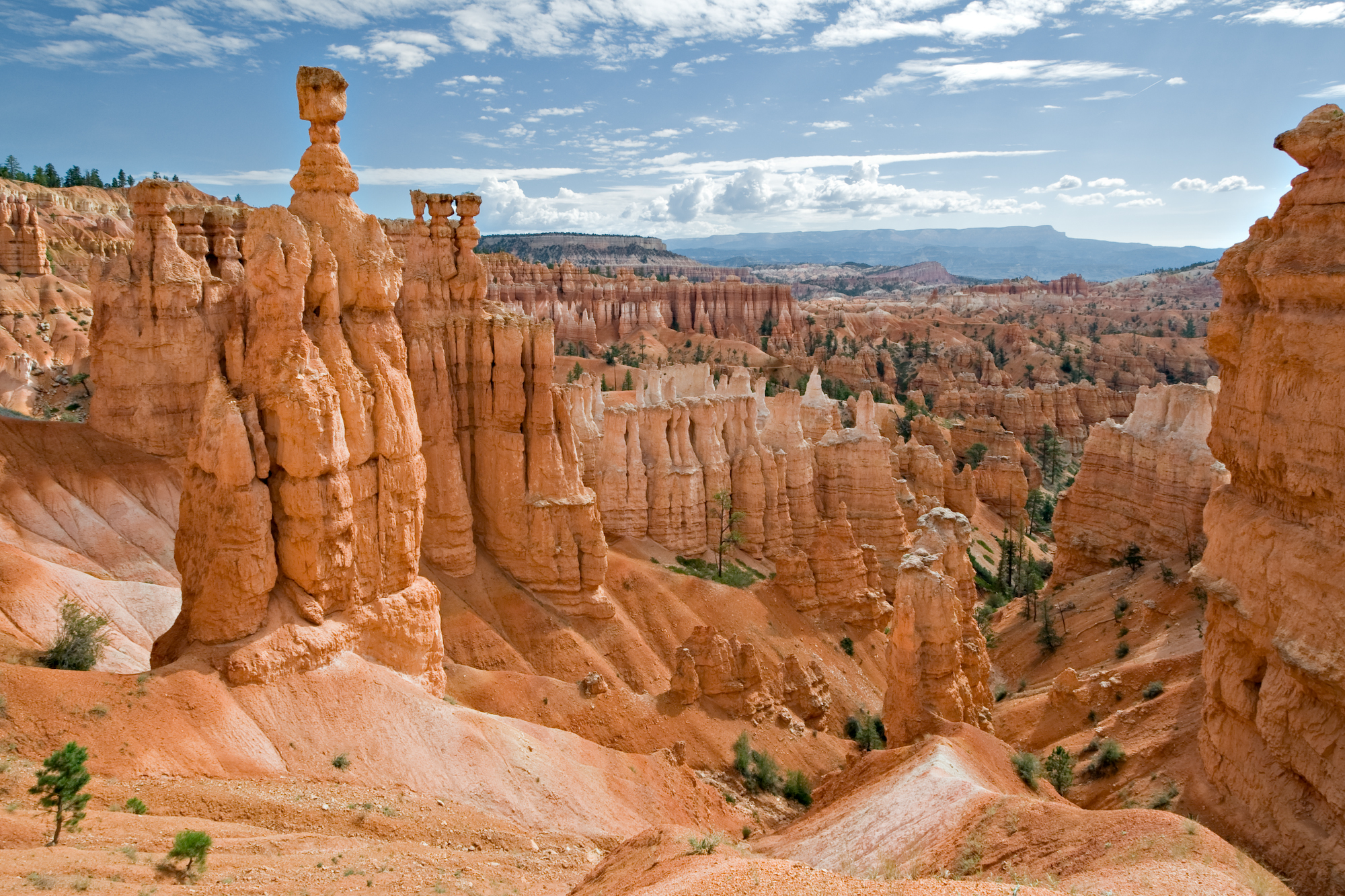
Hoodoos dans la formation de Claron à Bryce Canyon.

Une plaine inondable, traversée par des rivières et parsemées de lacs, s'est ensuite développée dans la région. Du sable et de la boue se sont accumulés durant cette période pour former la formation de Kaiparowits. Épaisse d'environ 30 mètres dans la région du parc, elle présente une profondeur plus importante dans d'autres régions. Cette formation peut être recouverte par endroits par celles de Canaan Peak et de Pine Hollow bien que celles-ci soient absentes dans le parc national de Bryce Canyon. Toutes ces couches géologiques issues du dépôt de sédiments fluviaux datent du Paléocène.
L'orogénèse du Laramide, qui est à l'origine des montagnes Rocheuses, se déroula en parallèle de la fin du Crétacé au début du  Paléocène. Cet épisode eut pour effet de soulever une partie des dépôts précédemment accumulés sous les eaux.

### Systèmes de lacs et plaine inondable de Claron

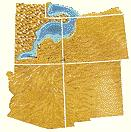
Système de lacs de Claron.

L'orogenèse stoppa un moment durant l'Éocène. De nombreuses inondations importantes eurent lieu à cette époque laissant d'importants dépôts de sédiments. L'oxydation du fer contenu dans les boues est à l'origine de la création d'un oxyde de fer dénommé hématite. Ce minéral donne à la boue une coloration rougeâtre. Ces boues sont à la base de la formation de Claron qui permet aux hoodoos présents dans le parc de présenter de telles colorations. La partie inférieure de cette formation, que l'on appelle membre en géologie, est moins riche en oxydes de fer et est de ce fait de couleur plutôt rose. Ce membre porte le nom de Pink Cliffs (littéralement « Falaises roses »).
Du Paléocène au milieu de l'Oligocène, un important système de lacs peu profonds s'étendait au nord-ouest du Colorado, au sud-ouest de l'Utah et du Wyoming,. De nombreux sédiments furent déposés pendant près de 20 millions d'années. Les lacs eurent un niveau plus ou moins élevés ce qui causa une succession de dépôts marins ou secs parfois riches en calcium, parfois pauvres. Cette époque se retrouve dans la formation sous forme d'une couche blanche. Ce membre de la formation géologique de Claron est dénommée « Membre blanc » et est composé de fossiles de coquillages marins.
Les couches géologiques plus récentes ne sont plus visibles dans le parc mais à d'autres endroits des couches montrent que des dépôts provenant de poussières de volcans ont été déposées dans cette partie de l'Amérique du Nord.

## Dernier mouvement tectonique du Cénozoïque

### Formation des hauts plateaux

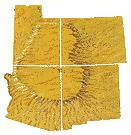
Carte du Plateau du Colorado.

Les nouveaux dépôts qui suivirent furent rapidement enlevés sous l'effet de l'érosion accélérée des zones soulevées par le mouvement des plaques tectoniques. Un dernier mouvement eut pour conséquence le soulèvement de la partie occidentale du Plateau du Colorado. Cette région fut ainsi découpée en neuf sous plateaux dont le plateau de Paunsaugunt qui englobe le parc national de Bryce Canyon,. Ce soulèvement a élevé le plateau de plus de 600 mètres par rapport aux vallées qui bordent son flanc occidental et son flanc oriental. Ces vallées sont aujourd'hui drainées par la rivière Sevier à l'ouest et la rivière Paria à l'est. Le plateau sépare depuis le bassin hydrographique du Grand Bassin à l'ouest du plateau du Colorado à l'est.

### Formes des roches
L'érosion du plateau de Paunsaugunt entraîne la formation de différentes formes géologiques appelées murailles, arches et hoodoos en fonction de l'avancement de l'érosion des roches. La couche géologique qui constitue la partie supérieure du plateau est faite d'une formation géologique (la formation de Claron) composée de roches sédimentaires et calcaires assez friables.
Le plateau se rétrécit dans un premier temps pour former une sorte de mur assez étroit. Ce mur commence alors à se trouer au niveau de ses points faibles et des arches commencent à apparaître. Avec le temps, ces arches vont grandir avant de se rompre. Il ne reste plus alors que deux piliers de chaque côté que l'on appelle hoodoos.

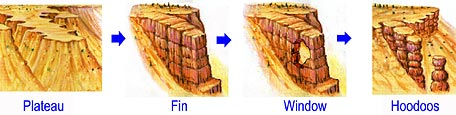
Processus d'apparition des hoodoos.

Les arches peuvent avoir un diamètre qui varie entre 1 et 19 mètres dans le parc. Cette ouverture dans la roche n'est pas formée par le passage d'un cours d'eau mais uniquement par l'usure des roches à cause des précipitations, du gel et du vent, la gravité faisant le reste. Le phénomène le plus important dans le parc est le gel. En effet, les précipitations liquides entrent dans les roches et lorsque le gel apparaît, l'eau se dilate et fait littéralement exploser les roches par endroits. Dans le parc, ce phénomène peut se produire jusque 200 fois chaque année.
Les hoodoos ont des tailles variant de 1,5 à 45 mètres. Les roches qui constituent la formation de Claron datent du Paléocène ou de l'Éocène (40-60 millions d'années). Elles sont essentiellement composées de calcaire mais aussi d'un peu de sables et d'argiles. Ces roches sont les vestiges de dépôts de sédiments qui se sont accumulés au fond d'une mer intérieure aujourd'hui disparue. La couleur des roches provient des différents minéraux inclus dans celles-ci. Vu que la roche est en grande partie calcaire, elle se fait également éroder par l'acidité des eaux pluviales. Les hoodoos résistent mieux que la roche qui les entoure parce qu'il dispose d'une couche supérieure plus résistante faite de magnésium. Les hoodoos ne sont pas éternels, alors que de nouveaux apparaissent, les anciens disparaissent. On calcule que l'érosion avance de 0,6 à 1,3 mètre tous les 100 ans.
L'épaisseur des hoodoos n'est pas constante ce qui les différencie d'une simple colonne et ce qui leur donne des formes si différentes. Les plus fameux possèdent un nom propre comme le « Marteau de Thor », « Reine Victoria » ou « E.T. ».